# Vagevuurpolder
De Vagevuurpolder is een polder in de West-Vlaamse gemeente Knokke-Heist, ten zuiden van de huidige Graaf Jansdijk.
De polder ontstond door de aanleg van de Vagevuurpolderdijk omstreeks 1280.
In het westen grenst de polder aan de Boudin Butspolder, in het noorden en het oosten aan de Oude Hazegraspolder.  Ten zuiden grenst de polder aan het voormalige Reigaartsvliet, of - sinds deze Zwingeul in 1422 werd bedijkt - aan de zogenaamde Nieuwlandpolder.